# 特殊专款
特殊专款英文叫作earmark，翻译成中文是“耳朵上的记号”。最初，这是一个农业术语。农夫在自己家禽的耳朵上打上印记，以表明对家禽的所有权。这个说法后来延伸为美国国会议员在联邦预算报告中插入的提案，即在联邦预算之外加入特别开支项目，以便为本选区一些特殊项目争取联邦拨款。由于联邦拨款是众人争夺的一块肥肉。因此，特殊专款又被称为“猪肉桶”。
根据目前的特殊专款程序，提案上必须注明申请特殊专款的议员以及接受方的名字。但是，由于这个程序越过了通常由联邦机构执行的竞争性招标，因此被批评人士指责为助长了幕后政治交易。

## 批评
据“公民抵制政府浪费”组织估计，2010财政年度，一共有9,129个特殊专款项目，耗资165亿美元。该组织发言人莱斯丽·佩芝指出，他们反对的不是国会支配拨款的权力，而是它拨款的方式。佩芝说：“我们向国会提出，每一分钱都要经过联邦拨款程序，不应该让委员会主席享受特殊待遇，拨专款给自己的朋友或把专款用在无用的地方。我们已经有很多浪费开支和13万7千亿美元的巨额国债，要控制赤字和债务，就要从联邦预算中大笔拨款。”
“纳税人常识”组织的史蒂夫·埃利斯指出，特殊专款长期以来成为孕育腐败的温床。他特别提到，有些国会议员因为特殊专款丑闻而名誉扫地，还有人为了从特殊专款中得到上百万美元的纳税人资金，而向政客提供上千美元的竞选捐款。埃利斯说：“联邦政府在决定给予特殊专款时，不应该以谁的政治力量雄厚为基础，而应该以业绩为基础，采用竞争和科学奖励的方式，只有这样，才能确保把纳税人的钱用在最佳的和最重要的项目上，而不是政治上最重要的项目上。”

## 支持
但是，支持特殊专款的人士提出，总统2010年预算高达3万5千亿美元，而去年特殊专款只有165亿美元，不到总统总预算的百分之0.5。加州州立大学海峡群岛分校政治学教授斯科特·弗里施认为，人们过多谈论特殊专款的弊端，转移了人们对真正需要重视的问题的注意力。弗里施说：“真正需要重视的问题包括政府津贴、国防以及国防合同开支、政府项目的大量浪费和缺乏效率。另外，布什时期削减的大量税收从未付清，为了把社会医疗保险扩大到包括处方药而进行的投入也没有得到偿还。因此，我们做了很多事，但不是特殊专款，导致了预算失衡。”弗里施教授补充说，美国宪法给予国会、而不是行政部门拨款的权力。如果取消特殊专款，就会把拨款权力转交给行政部门，具体说就是总统，这也是国会中一些共和党成员所担心的问题。
乔治亚州立大学政治学教授杰夫里·拉萨勒斯认为，特殊专款有利有弊：“特殊专款积极的一面是，国会议员可以把特殊专款拨给通常得不到很多政治支持但又急需资金的地方，例如：假如某一贫困地区需要改善其基础设施，特殊专款就可以派上用场。但是，特殊专款制度的一个弊端是，特殊专款有时被拨给向这些国会议员捐款的政治支持者手中。”
康涅迪格州三一学院政治学教授戴安娜·伊万斯也认为，特殊专款是一个见仁见智的问题。她说，几年前，蒙塔那州为濒临绝种的大灰熊的DNA研究争取到300万美元的特殊专款。有人提出，这项研究是浪费资金，另外一些人出于对物种多元化和生态平衡的关心却认为，这是一项很好的研究。伊万斯说：“国会议员一般认为，为自己的选区争取到特殊专款，可以增加他们连任的可能性，因为这会改善他们的形象，让人觉得他们能够代表本选区做一番事情。但是，特殊专款对整个国家是否有益处呢？对此，人们的看法不尽相同。我认为，特殊专款是好是坏，仁者见仁，智者见智。”
在共和党国会参议员当中。一些人提出，特殊专款浪费纳税人的钱，为政治上互开方便之门创造了便利；另一些人则认为，取消特殊专款不仅无助于遏制政府开支，还会给行政部门过多的权力。最终是否取消特殊专款恐怕还要看共和党人在这个问题上的投票结果以及与民主党协调的情况。